# Победенское сельское поселение (Ростовская область)
Победенское сельское поселение — муниципальное образование в Волгодонском районе Ростовской области. 
Административный центр поселения — посёлок Победа.

## История
Победенское сельское поселение образовано 16 ноября 2005 года на территории бывшего Победовского сельсовета Волгодонского района.

## Административное устройство
В состав Победенского сельского поселения входят:
- посёлок Победа;
- посёлок Донской;
- посёлок Краснодонский;
- посёлок Мичуринский;
- посёлок Свобода.

## Население
| 2010  | 2012  | 2013  | 2014  | 2015  | 2016  | 2017  |
| ----- | ----- | ----- | ----- | ----- | ----- | ----- |
| 4913  | ↗4976 | ↗5022 | ↗5038 | ↗5055 | ↘5026 | ↘4951 |
| 2018  | 2019  | 2020  | 2021  |       |       |       |
| ↗4965 | ↘4954 | ↘4946 | ↘4899 |       |       |       |